# Lampetis sanghana
Lampetis sanghana es una especie de escarabajo del género Lampetis, familia Buprestidae. Fue descrita científicamente por Kerremans en 1910.